# Kościół św. Marcina w Landshut

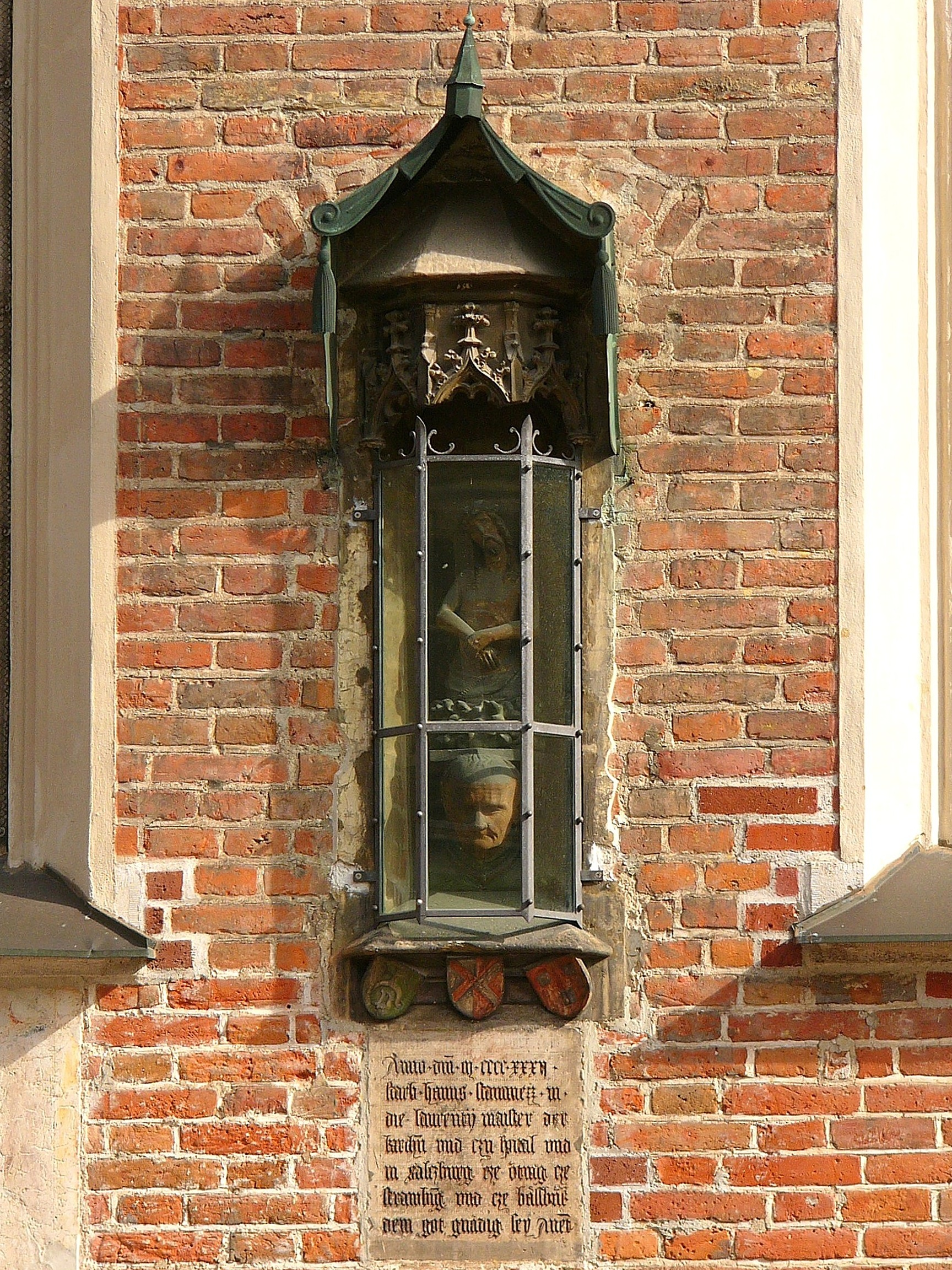
Epitafium głównego budowniczego kościoła, Hansa von Burghausen na południowej zewnętrznej stronie bazyliki

Kościół św. Marcina w Landshut (niem. Die Landshuter Stadtpfarr- und Kollegiatstiftskirche St. Martin und Kastulus, pol. dosł. kościół parafialny i kapitulny miasta Lanshut pw. św. Marcina i św. Kastulusa) – gotycki kościół rzymskokatolicki, położony w Landshut, będący symbolem tego miasta obok zamku Trausnitz i celebracji Wesela w Landshut. 
Niezwykła, ponad miarę zwertykalizowana architektura kościoła św. Marcina, łącząca w sobie cechy wczesnego i późnego gotyku, sprawia, że należy on do najwybitniejszych budowli gotyckich w południowych Niemczech.
Jego budowę jako kościoła halowego rozpoczął ok. 1385 mistrz budowlany Hans Krumenauer. W latach 1406–1432 budowę kontynuował Hans von Burghausen. Sklepienie naw i nakrycie ich dachem ok. 1475 r. było w dużej mierze udziałem jego siostrzeńca Hansa Stethaimera oraz jego syna Stefana. Zakończenie budowy nastąpiło dopiero ok. 1500 r.
Kościół św. Marcina jest najwyższym kościołem Bawarii i najwyższym kościołem ceglanym na świecie; jego wieża wznosi się na wysokość 130,60 m.
Zarządzeniem księcia Wilhelm V z 1598 kolegiata św. Kastulusa z Moosburga została przeniesiona do Landshut i pozostawała tam do 1803.
W 1937 na prośbę kardynała Michael von Faulhabera papież Pius XI ponownie podniósł kościół św. Marcina do rangi kolegiaty.
Dekretem papieskiej Kongregacji ds. Kultu Bożego i Dyscypliny Sakramentów z dnia 3 grudnia 2001 kościołowi św. Marcina został nadany tytuł honorowy bazyliki mniejszej.